# John Stuart (explorador)

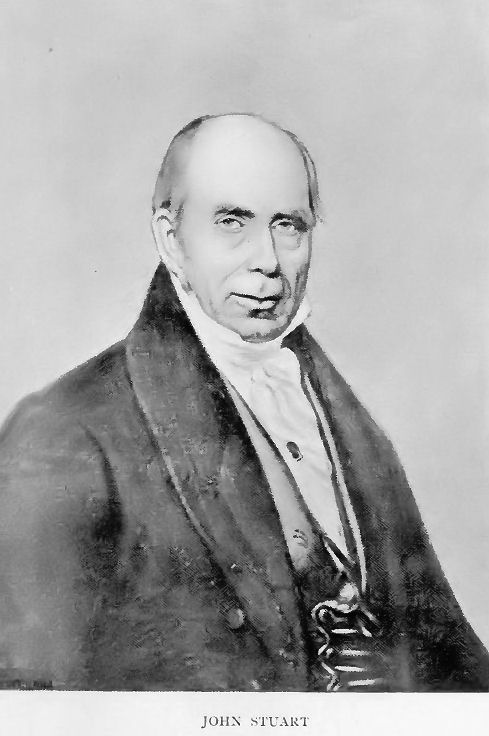
John Stuart

John Stuart (Upper Strathspey, Moray, 12 de septiembre de 1780 — Springfield House, cerca de Elgin, Escocia, 14 de enero de 1847) fue un comerciante de pieles y explorador escocés del siglo XIX, que es recordado por su participación en la apertura de la actual Columbia Británica (Canadá) a la colonización europea, como parte de una expedición de la North West Company por la región, dirigida por Simon Fraser, desde 1805 hasta 1808. Fraser nombró el río Stuart y el lago Stuart en la región por su compañero. Stuart fue después socio de la Compañía del Noroeste y luego factor jefe de Compañía de la Bahía de Hudson. 
Stuart era tío de Lord Strathcona. 

## Biografía

### Primeros años en Escocia
John Stuart nació en Upper Strathspey, Moray, segundo hijo de Donald Stuart (nacido ca.1740) de Leanchoil, luego una granja situada en el borde del bosque Abernethy, y de su esposa Janet Grant (nacida en 1743), hija de Robert Grant de Cromdale. El abuelo de John Stuart (hermano del primer Laird de Cuilt) era descendiente del primer Laird de Auchtow, hijo del Duncan MacRobert Stewart, tercer Laird de Glenogle, Perthshire. Como jacobita, se cree que después de la batalla de Culloden su abuelo buscó refugio bajo la protección del clan Grant en Moray, ya que era originalmente de Balquhidder, Perthshire. La madre de John era descendiente del jefe del clan de Grant del castillo de Grant y era prima cercana de Robert Grant quien cofundó la Compañía del Noroeste. La hermana de John, Barbera, fue la madre de Lord Strathcona, y fue Stuart quien le consiguió su primer papel en la Compañía de la Bahía de Hudson.
El hermano de John fue comisionado como teniente en el 38.º (primero de Staffordshire) regimiento de pie, pero en lugar de seguirlo, John se unió a la Compañía del Noroeste en 1796, tal vez bajo los auspicios de Roderick Mackenzie (primo de sir Alexander MacKenzie) que le había conocido siendo niño.
Después de recibir algo de educación, John Stuart se unió a la Compañía del Noroeste (NWC) en 1796, tal vez bajo los auspicios de Roderick Mackenzie que lo había conocido cuando era niño.

### Años en Canadá
Stuart fue enviado a Fort Chipewyan (Alta), y posteriormente sirvió en varios cargos en el departamento de Athabasca. En 1805, Stuart y James McDougall (explorador) fueron asignados como asistentes de Simon Fraser, que había sido encargado de encontrar una ruta de abastecimiento en las Montañas Rocosas, con el fin de ampliar las operaciones de la NWC en la actual Columbia Británica. Ese otoño Fraser y Stuart establecieron la Rocky Mountain House (Alta) y al año siguiente lo que se llamaría Fort St. James, un puesto situado a orillas del lago que sería nombrado en su honor, el lago Stuart. Debido a que tanto los indios como los comerciantes estaban sufriendo de hambre, Stuart fue enviado a explorar una ruta a Nat-len (lago Fraser), en el que las disposiciones tenían fama de ser abundantes. Sobre la base de su informe, Fraser construyó un puesto en ese lago en 1806. Stuart pasó el invierno de 1806-07 en Fort McLeod, otro puesto establecido en 1805 a orillas del lago McLeod.
Con la llegada de nuevos hombres y suministros en el otoño de 1807, se iniciaron los preparativos para el descenso del río ahora conocido como el Fraser pero que ellos creían era el Columbia. El 28 de mayo de 1808 Stuart, como segundo al mando —y en muchos aspectos como verdadero jefe de la expedición—, dejó Fort George (Prince George) con Fraser y 22 hombres en un viaje épico por el río. Fue una experiencia terrible que requirió habilidad y una perseverancia casi sobrehumana en la navegación por remolinos, rápidos, y cañones de roca perpendicular. El 2 de julio pasaron por el sitio de New Westminster y llegaron a la vista del estrecho de Georgia. Volvieron río arriba, llegando a Fort George, el 6 de agosto. El viaje fue una decepción, porque el río no era una ruta de abastecimiento navegable, ni era el Columbia. Stuart había demostrado ser un teniente valioso: tenía buen criterio para la navegación fluvial, mantenía el registro oficial, tomaba observaciones del meridiano, y era receloso de los suspicaces indios, algunos de los cuales nunca antes habían visto hombres blancos.
Después de que Fraser regresase a su trabajo en el distrito de Athabasca en 1809, Stuart fue puesto a cargo del distrito de Nueva Caledonia desde su sede en Fort St. James, situado en el que ahora lleva su nombre, el lago Stuart. En ese puesto Stuart fue decisivo en el establecimiento de una serie de nuevos puestos comerciales, sobre todo Kamloops House. También lo fue en lograr acabar con la competencia de la Pacific Fur Company, la compañía peletera rival estadounidense de John Jacob Astor. Stuart se convirtió en socio de la Compañía del Noroeste en 1813 y luego en un factor jefe de la Compañía de la Bahía de Hudson, tras la obligada fusión con la Compañía del Noroeste en 1821.
Stuart es recordado por su exploración de la región del  lago Fraser, donde él y Fraser construyeron un puesto, ahora conocido como Fort Fraser.  El lago Stuart y el río Stuart, afluente del río Nechako, ambos en la Columbia Británica, se nombraron en su reconocimiento. Según el padre  Adrien-Gabriel Morice, historiador y misionero del norte de Columbia Británica, Stuart «parece haber sido uno de esos hombres bien intencionados que, inconscientes de su propia idiosincrasia, hacen que la vida sea una carga para los demás».
Por iniciativa de Stuart, su sobrino  Donald Smith  (más tarde, barón de Mt. Royal y Strathcona) fue convencido de ir a Canadá, donde jugaría un papel fundamental en la construcción del Canadian Pacific Railway.
John Stuart regresó a Escocia en 1836 y murió el 14 de enero de 1847, en Springfield House, cerca de Elgin.
Se casó con Catherine Lavalle y tuvo dos hijos. También tuvo una hija Isabel en 1802 de madre desconocida. En 1827 John Stuart tomó otra esposa del país, Mary Taylor, nacida en 1796. Ella se unió a él en Escocia en 1836, pero dado que incumplió su promesa de casarse formalmente, regresó a la Tierra de Rupert en 1838. Hubo numerosos litigios sobre la herencia de Stuart a ella, que las hermanas de Stuart lograron reducir de 500 libras a 350. Todos sus hijos nacieron en Canadá y se cree que permanecieron allí después de la partida de su padre a Escocia. Fueron:
- Isabel Stuart, nacida en 1802, de madre desconocida;

- Donald Stuart, nacido después de 1802. Se casó mientras estaba en América y tuvo dos hijos que murieron relativamente jóvenes, el mayor de ellos siendo teniente en el 78.º regimiento (Highlanders) que luchó en la Guerra de Crimea.

- John Stuart, después de 1802. No se sabe si John permaneció en Canadá o regresó a Escocia con su padre, ni se sabe si se casó o tuvo hijos.